# Auzouville-sur-Saâne
 Auzouville-sur-Saâne  es una población y comuna francesa, en la región de Alta Normandía, departamento de Sena Marítimo, en el distrito de Dieppe y cantón de Bacqueville-en-Caux.

## Demografía
| 172 | 162 | 136 | 164 | 153 | 137 |
| Para los censos de 1962 a 1999 la población legal corresponde a la población sin duplicidades (Fuente: INSEE [Consultar]) |     |     |     |     |     |